# تشارلز ريد
تشارلز ريد هو متزلج على الثلوج كندي، ولد في 12 أبريل 1990 في مونت تريمبلانت في كندا.

## وصلات خارجية
- تشارلز ريد على موقع أوليمبيديا (الإنجليزية)
- تشارلز ريد على موقع اللجنة الأولمبية الكندية (الإنجليزية)